# The Bell Witch
The Bell Witch EP je danskog heavy metal sastava Mercyful Fate. Diskografska kuća Metal Blade Records objavila ga je 27. lipnja 1994. Sadrži dvije pjesme s albuma In the Shadows i četiri pjesme uživo. EP je ponovno objavljen 2004.

## Popis pjesama
| 1.    | »The Bell Witch«                | 4:34 |
| 2.    | »Is That You, Melissa?«         | 4:37 |
| 3.    | »Curse of the Pharaohs« (uživo) | 4:24 |
| 4.    | »Egypt« (uživo)                 | 4:53 |
| 5.    | »Come to the Sabbath« (uživo)   | 6:48 |
| 6.    | »Black Funeral« (uživo)         | 3:40 |
| 28:56 |                                 |      |

## Zasluge
Mercyful Fate
- King Diamond – vokal, produkcija, miks
- Hank Shermann – gitara, produkcija, miks
- Michael Denner – gitara
- Sharlee D'Angelo – bas-gitara (na pjesmama uživo)
- Timi Hansen – bas-gitara
- Snowy Shaw – bubnjevi (na pjesmama uživo)
- Morten Nielsen – bubnjevi

Ostalo osoblje
- Brian Slagel – izvršna produkcija
- Eddy Schreyer – mastering
- William Hames – fotografija (na naslovnici)
- Tim Kimsey – produkcija, miks